# Передозування барбітуратами
Передозування барбітуратами — гостре або хронічне введення препаратів в організм понад гранично припустимі дози. Передозування може бути навмисним або випадковим при недотриманні рекомендованих лікарем доз. Потрапляючи всередину кров'яного русла, препарати знижують функціональну активність головного мозку, порушують регуляцію всіх систем життєдіяльності, у тяжких випадках розвивається кома, пригнічення дихання і може настати смерть.

## Токсичність
Рівень токсичності залежить від індивідуальної переносимості лікарського засобу. В осіб без залежності від барбітуратів тривалої дії прийом дози 8 мг/кг може спричинити гостру дихальну недостатність. Хворі на епілепсію та з залежністю від барбітуратів переносять навіть утричі вищі дози.
Інтоксикація барбітуратами вкрай небезпечна у літніх людей. Вікові зміни сприяють зниженню пам'яті — старі люди забувають, що вже прийняли таблетку, і можуть здійснити повторний прийом. Необхідно зберігати препарати у місці, недоступному для дітей і осіб з порушеннями когнітивних функцій, самостійно видавати препарати барбітуратів родичам похилого віку і ретельно контролювати кількість прийнятих доз, не перевищуючи гранично припустимих.
Отруєння фенобарбіталом відбувається на тлі утворення залежності. Цей протиепілептичний препарат раніше використовувався для лікування безсоння. Після місяця регулярного застосування барбітурату у пацієнта виникає стійке звикання і синдром відміни після раптового припинення прийому цих ліків. На сьогодні фенобарбітал перебуває на суворому кількісному обліку аптечних і медичних установ.
Фенобарбітал також входить до складу популярних «заспокійливих» крапель Корвалолу і Валокордину. Літні люди часто «лікують» ними серцеві захворювання, а підсумком такої терапії стає формування медикаментозної залежності, підвищений ризик передозування і отруєння.
Слід звернути увагу, що ризик отруєння підвищується при парентеральному введенні розчинів для ін'єкцій. Такий шлях введення барбітуратів вимагає ретельного розрахунку оптимального дозування і виконується лише за суворими показаннями в умовах стаціонару.
При використанні барбітуратів для лікування необхідно пам'ятати про їх кумулятивні властивості — здатність накопичуватися в тканинах.

## Симптоми отруєння
Вираженість симптомів залежить від дози і лікарської форми препарату, швидкості введення, маси тіла пацієнта, супутньої медикаментозної терапії та наявності фонових захворювань, які підвищують чутливість до барбітуратів. Літні люди і діти входять в групу ризику через підвищену чутливість до психотропних засобів.
Людина з отруєнням барбітуратами слабше відчуває біль, у неї знижується чутливість шкіри, зникають сухожилкові рефлекси. У міру всмоктування барбітуратів в кров посилюються симптоми інтоксикації:
- знижується тонус вен, артерій, капілярів;
- погіршується функція скорочення серцевого м'яза;
- виникає артеріальна гіпотензія;
- знижується серцевий викид;
- порушується циркуляція крові;
- знижується температура тіла;
- порушуються обмінні процеси.

Дуже небезпечним наслідком передозування барбітуратами є ураження серця, яке супроводжується тяжкими аритміями та порушеннями провідності (шлуночкові аритмії, наприклад, пірует-тахікардія), яким передує розширення QRS-комплексу та подовження інтервалу QT.
Виникнення гіпотермії та шкірних змін (у вигляді пухирів, наповнених серозною рідиною, як правило, на кистях рук і стопах) — характерні для отруєння барбітуратами. Поява пухирів не корелює з глибиною коми або вираженістю серцево-судинних симптомів.
Часто розвивається гостра ниркова недостатність, викликана порушенням кровообігу та зниженням функціональної активності сечовидільної системи. У крові скупчується велика кількість токсичних продуктів метаболізму.
Клінічна картина отруєння має особливості у різних стадіях інтоксикації. Сукупність симптомів індивідуальна для кожного етапу, вимагає своїх методів дезінтоксикаційної терапії.

### Стадія засинання
На цьому етапі отруєння концентрація барбітуратів в кров'яному руслі незначна, небезпеки для життя людини немає. Для стадії засинання характерні наступні симптоми:
- порушення мовлення, нечітке промовляння слів і речень;
- зіниці трохи звужуються, але реакція на світло наявна;
- посилюється слиновиділення.

Людина відчуває приємне розслаблення, заспокоєння, з'являється легка ейфорія, сонливість. Рухові, тактильні, сухожильні рефлекси збережені. Якщо подальшого перевищення дози не відбудеться або пацієнту буде надана допомога на даному етапі, то людина повернеться до нормального стану через кілька годин без жодних наслідків для організму.

### Стадія поверхневої коми
Кількісний вміст барбітуратів в крові істотно зростає. Виведення нирками лікарських засобів суттєво знижується через порушення метаболізму, оскільки гепатоцити не встигають метаболізувати препарат.
На стадії поверхневої коми у людини з'являються такі ознаки отруєння:
- стійке звуження зіниць, реакція на світло зберігається лише частково;
- сон глибокий, чергування фаз відсутнє;
- спроби пробудити потерпілого безуспішні;
- сухожильні рефлекси присутній частково (пригнічені);
- шкірні покриви бліднуть, місцями з'являється синюшність;
- потилична ділянка набуває характерної твердості;
- частішає пульс, показники артеріального тиску стабільні.

Слід уважно стежити за потерпілим на стадії поверхневої коми. Велика ймовірність блювання, яке несе загрозу аспірації блювотних мас і асфіксії потерпілого.
Характерною особливістю цієї стадії отруєння є здатність відповідати на больові подразники (больова чутливість ще збережена).

### Стадія глибокої коми
На цій стадії отруєння потерпілий впадає в глибоку кому, яка, залежно від стану здоров'я, віку, кількості прийнятих препаратів, може тривати від 24 до 72 годин. При відсутності медичної допомоги в переважній більшості випадків кома закінчується смертю людини. При діагностуванні у людини виявляються такі ознаки інтоксикації:
- дихання рідкісне, поверхневе;
- пульс ниткоподібний;
- реакція зіниць на світло відсутня.
- шкірні покриви бліді, сухі;
- температура тіла знижена.
- показники артеріального тиску істотно нижче норми (артеріальна гіпотензія).

Рефлекси і реакція на больові подразники у потерпілого повністю відсутні. Є ризик розвитку набряку легень. Регуляція всіх систем життєдіяльності порушена. Смерть настає в результаті зупинки дихання і серцевої діяльності.

## Діагностика
Крім клінічної картини, в якій домінує ураження центральної нервової системи, дихання і кровообігу, вирішальну роль у підтвердженні передозування барбітуратами мають лабораторні тести:
- якісний тест на наявність барбітуратів в сечі;
- кількісний аналіз на концентрацію барбітуратів у сироватці крові (моніторинг в окремих випадках тяжких отруєнь);
- інші допоміжні дослідження (зокрема електроліти і глюкоза в сироватці крові, газометрія артеріальної крові, креатинкіназа — маркер рабдоміолізу).[1]

## Лікування
Антидоти при отруєнні барбітуратами відсутні.
1. Деконтамінація: у разі прийому потенційно токсичної дози барбітуратів, якщо від моменту отруєння пройшло не більше 1 години, слід провести промивання шлунку, а після процедури ввести всередину активоване вугілля.
2. Прискорені методи елімінації:
- повторні дози активованого вугілля;
- «залуження» сечі прискорює виведення фенобарбіталу;
- гемодіаліз (необхідний при дуже тяжкому і тривалому отруєнні).

3. Симптоматичне лікування: підтримка основних життєвих функцій та корекція наявних порушень. Профілактика аритмій та порушень провідності із застосуванням 8,4 % розчину гідрокарбонату натрію (як при отруєнні трициклічними антидепресантами. Лікування гіпотермії.

## Смерть від барбітурату
Кріс Корнелл помер 18 травня в США у віці 52 років. Він був виявлений без свідомості на підлозі ванної кімнати в одному з готелів Детройта. За даними токсикологічної експертизи, музикант перед смертю приймав барбітурати, кофеїн і лоразепам (Атіван).
4 серпня 1962 року, як випливає зі свідчень домашньої робітниці Мерілін Монро — Юніс Мюррей, акторка, посилаючись на втому, рано пішла в спальню, взявши з собою телефон. Через кілька годин після опівночі, Юніс Мюррей, стривожена тим, що з-під дверей Мерілін пробивається світло, вийшовши в сад і заглянувши у вікно спальні, виявила мертве тіло Монро, що лежить на ліжку. Її причиною, як показала експертиза, стало «гостре отруєння барбітуратами, пероральне передозування» Відразу після смерті акторки версія про передозування широко обговорювалася в американській пресі, викликавши так званий «ефект Вертера», в результаті чого сотні американців наслідували її приклад.